# Red & Gold
Red & Gold è un album dei Fairport Convention pubblicato nel 1989.

## Tracce
1. "Set Me Up" (Dave Whetstone) - 4:23
2. "The Noise Club" (Maartin Allcock) - 3:12
3. "Red and Gold" (Ralph McTell) - 6:44
4. "The Beggar's Song" (Trad. arr. Allcock) - 3:33
5. "The Battle" (Ric Sanders) - 1:09
6. "Dark Eyed Molly" (Archie Fisher / Arr. D. Pegg) - 4:34
7. "The Rose Hip" (Sanders) - 4:24
8. "London River" (Rod Shearman) - 2:59
9. "Summer Before the War" (Huw Williams) - 4:33
10. "Open the Door Richard" (Bob Dylan) - 4:57
Bonus track nell'edizione del 1995 
11. "Close to the Wind" (live) (Marson) - 6:09